# National Institute of Standards and Technology

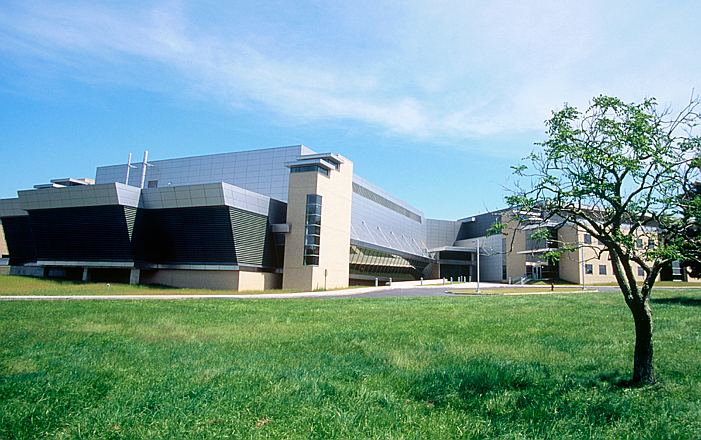
NIST Advanced Measurement Laboratory (AML) in Gaithersburg, MD

Das National Institute of Standards and Technology (NIST, deutsch Nationales Institut für Standards und Technologie) ist eine Bundesbehörde der Vereinigten Staaten mit Sitz in Gaithersburg (Maryland) und hat seit 1954 eine Niederlassung in Boulder (Colorado).
NIST ist als zentrale US-Großforschungseinrichtung verantwortlich für  Standardisierungsprozesse und Messtechnik bzw. Metrologie von physikalisch-technischen Konstanten, ähnlich der deutschen Physikalisch-Technischen Bundesanstalt (PTB).
Die Forschung am NIST heutzutage umfasst jedoch viele weitere Fachbereiche, z. B. auch Informationssicherheit (siehe unten).

## Geschichte
Das NIST wurde 1901 gegründet und ist heute Teil der technologischen Administration des U.S. Department of Commerce.
Der frühere Name der Behörde war von 1901 bis 1988 National Bureau of Standards (NBS). Das Institut hatte im Jahr 2023 ein Budget von 1,63 Milliarden US-Dollar zur Verfügung.

## Organisation
Das Budget des NIST stieg von 850 Millionen USD im Jahr 2014 über 964 Mio. (2016), 986 Mio. (2019) und 1.034 Mio. (2021) auf 1.627 Millionen USD (2023).

## Standort
Die Behörde (NIST) liegt unmittelbar südlich (Gaithersburg) des ehemaligen Atomic Energy Commission (AEC) Hauptquartiers (Germantown), welche ab 1977 Teil des Department of Energy (DOE) mit Hauptsitz in Washington, D.C. wurde.

## Aktivitäten (Beispiele)

### Atomzeit
NIST-F1 ist der Name der institutseigenen Atomuhr, die zur Koordinierten Weltzeit beiträgt. Sie erreichte 2005 eine Genauigkeit von 5 × 10−16, das entspricht einer Gangabweichung von einer Sekunde pro 60 Millionen Jahren. Das NIST beauftragte in den 1970er Jahren u. a. die Boulder-Gruppe mit der Messung der Lichtgeschwindigkeit und der Neudefinition des Meters.

### Massenspektrenbibliothek
Das Institut gibt unter anderem auch eine für die Substanzidentifizierung mittels Massenspektrometrie heute meistverwendete Sammlung stoffspezifischer Massenspektren, die NIST/EPA/NIH Mass Spectral Library heraus. Die Version aus dem Jahre 2023 beinhaltet über 2,3 Millionen Einträge.

### Informationssicherheit
Im Bereich der Kryptografie sind hier beispielsweise die  Verschlüsselungsalgorithmen DES und AES sowie die Hashfunktionen der SHA-Familie hervorgegangen. Weiterhin werden die Federal Information Processing Standards (FIPS) veröffentlicht, die für US-Behörden gelten. Hinweis: In Deutschland befasst sich das Bundesamt für Sicherheit in der Informationstechnik (BSI) mit Informationssicherheit.

## Kritik
Das NIST betreibt das US AI Safety Institute, das sich der Sicherheit und Regulierung ‚künstlicher Intelligenz‘ widmen soll. Kritiker merken jedoch die vergleichsweise geringe Grundfinanzierung und den Personalanteil ehemaliger Mitarbeiter aus Konzernen an, die ein Interesse an möglichst geringer Beschränkung hätten.